# Dienis Striełkow
Dienis Siergiejewicz Striełkow ros. Денис Сергеевич Стрелков (ur. 26 października 1990) – rosyjski lekkoatleta specjalizujący się w chodzie sportowym. 
W chodzie na 10 000 metrów był ósmy na mistrzostwach świata juniorów młodszych w 2007 oraz zdobył srebrny medal juniorskich mistrzostw Europy w 2009. Srebrny (po dyskwalifikacji pierwotnego zwycięzcy – Rosjanina Piotra Bogatyriowa) medalista mistrzostw Europy dla zawodników do lat 23 w roku 2011. Piąty zawodnik mistrzostw świata (2013). W 2014 zdobył brązowy medal mistrzostw Europy w Zurychu. Medalista mistrzostw Rosji oraz reprezentant kraju w pucharze świata w chodzie oraz pucharze Europy w chodzie. 
Rekord życiowy: chód na 20 kilometrów – 1:19:46 (13 sierpnia 2014, Zurych). 

## Osiągnięcia
| Rok  | Impreza                               | Miejsce              | Konkurencja               | Lokata      | Wynik    |
| ---- | ------------------------------------- | -------------------- | ------------------------- | ----------- | -------- |
| 2007 | Mistrzostwa świata juniorów młodszych | Ostrawa              | Chód na 10 000 m          | 8. miejsce  | 43:44,66 |
| 2008 | Puchar świata w chodzie sportowym     | Czeboksary           | Chód na 10 km (juniorzy)  | 3. miejsce  | 40:17    |
| 2009 | Puchar Europy w chodzie sportowym     | Metz                 | Chód na 10 km (juniorzy)  | 10. miejsce | 43:29    |
| 2009 | Mistrzostwa Europy juniorów           | Nowy Sad             | Chód na 10 000 m          | 2. miejsce  | 40:24,97 |
| 2010 | Puchar świata w chodzie sportowym     | Chihuahua            | Chód na 20 km             | 17. miejsce | 1:25:30  |
| 2011 | Puchar Europy w chodzie sportowym     | Olhão da Restauração | Chód na 50 km             | 12. miejsce | 4:04:36  |
| 2011 | Młodzieżowe mistrzostwa Europy        | Ostrawa              | Chód na 20 km             | 2. miejsce  | 1:24:25  |
| 2013 | Puchar Europy w chodzie sportowym     | Dudince              | Chód na 20 km             | 1. miejsce  | 1:21:40  |
| 2013 | Uniwersjada                           | Kazań                | Chód na 20 km             | 3. miejsce  | 1:21:32  |
| 2013 | Uniwersjada                           | Kazań                | Chód na 20 km (drużynowo) | 1. miejsce  | 4:04:31  |
| 2013 | Mistrzostwa świata                    | Moskwa               | Chód na 20 km             | 5. miejsce  | 1:22:06  |
| 2014 | Puchar świata w chodzie sportowym     | Taicang              | Chód na 20 km             | 30. miejsce | 1:21:58  |
| 2014 | Mistrzostwa Europy                    | Zurych               | Chód na 20 km             | 3. miejsce  | 1:19:46  |
| 2015 | Puchar Europy w chodzie sportowym     | Murcja               | Chód na 20 km             | 9. miejsce  | 1:22:47  |